# داميانو فيرونيتي
داميانو فيرونيتي (بالإيطالية: Damiano Ferronetti)‏ (مواليد 1 نوفمبر 1984 في ألبانو لاتسيالي - إيطاليا) لاعب كرة قدم إيطالي يلعب حاليا لصالح نادي الدرجة الأولى أودينيزي الإيطالي منذ 2007 في مركز الظهير الأيسر .

## روابط خارجية
- داميانو فيرونيتي على موقع قاعدة بيانات كرة القدم.إي يو (الإنجليزية)
- داميانو فيرونيتي على موقع Soccerway.com (الإنجليزية)
- داميانو فيرونيتي على موقع عالم كرة القدم.نت (الإنجليزية)
- داميانو فيرونيتي على موقع كووورة
- داميانو فيرونيتي على موقع AS.com (الإسبانية)